# Siebers (Weiler-Simmerberg)
Siebers bzw. Bad Siebers oder Sieberbad (westallgäuerisch: Sibans) ist ein Gemeindeteil des Markts Weiler-Simmerberg im  bayerisch-schwäbischen Landkreis Lindau (Bodensee).

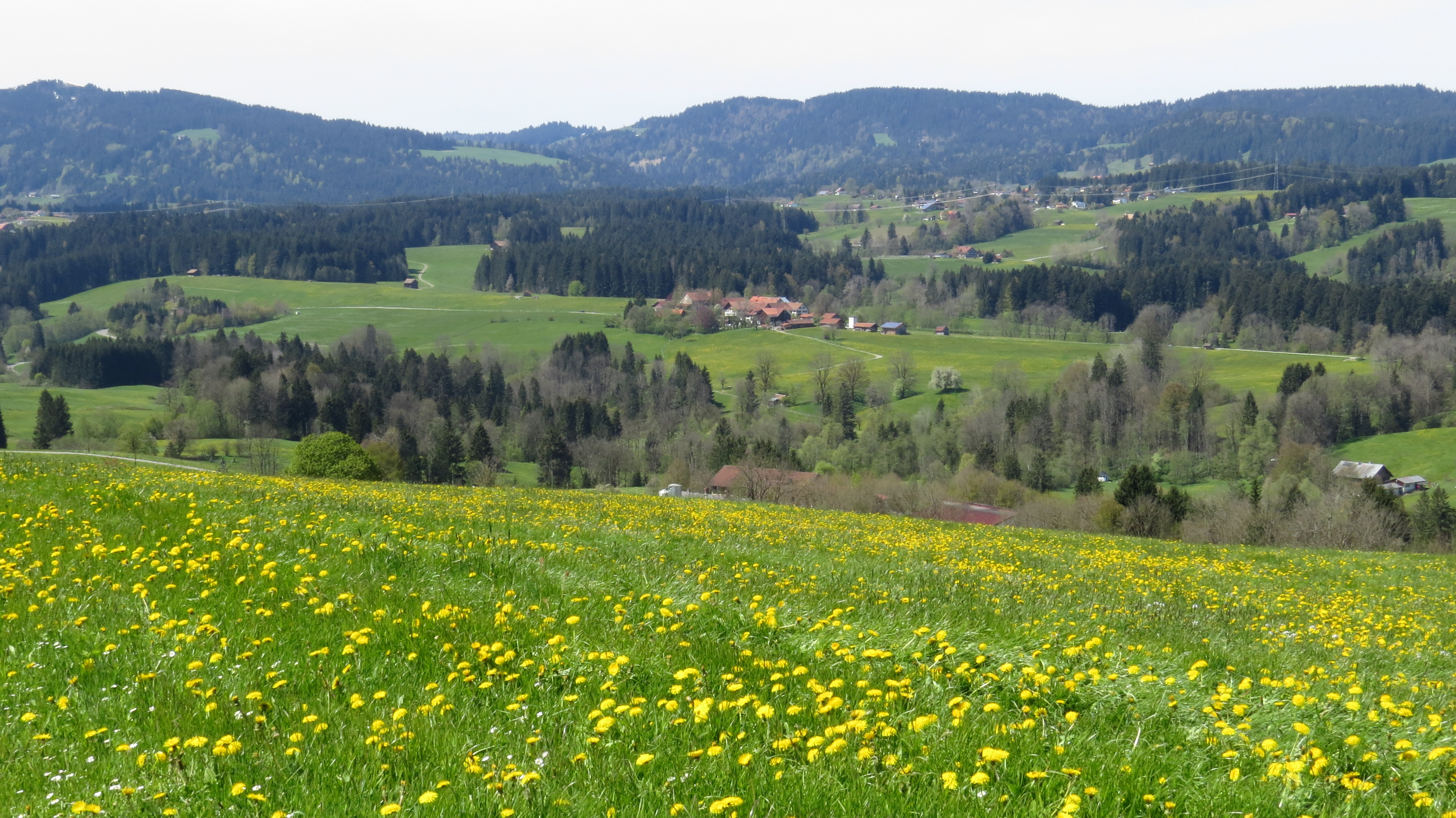
Siebers von Osten (Bildmitte)

## Geographie
Das Dorf liegt circa vier Kilometer südwestlich des Hauptorts Weiler im Allgäu und zählt zur Region Westallgäu. Östlich der Ortschaft fließt die Rothach.

## Ortsname
Der Ortsname lässt sich auf den Familiennamen Siber zurückführen, der wiederum vom Personennamen Sigeber abstammt.

## Geschichte
Siebers wurde urkundlich erstmals im Jahr 1569 als Sibern erwähnt. Im Jahr 1802 wurde die Marienkapelle im Ort neu erbaut.

### Siebersbad, Siebers- und Johannaquelle

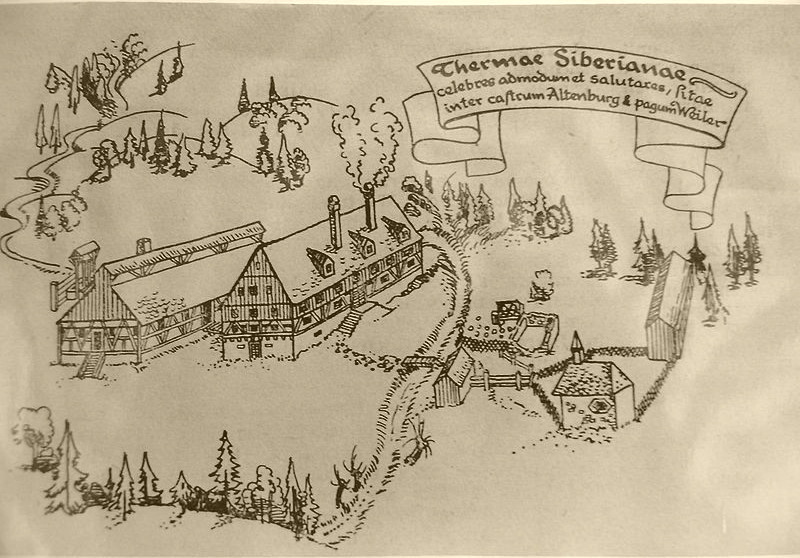
Das „Siebers Bad“ im Jahr 1637, nach Gabriel Bucelinus

Im Jahr 1428 wurde nordöstlich des heutigen Orts die den Herren von Weiler zu Altenburg gehörende Siebersquelle erschlossen. Der Besitz der Quelle wechselte oftmals zwischen Vorderösterreich und dem Kloster Weingarten. Im Jahr 1628 wurde die Quelle neu erfasst, das Badehaus neu erbaut und ein Gasthaus erbaut. 1923 wurde die Siebersquelle von der Familie Ambos aufgekauft. Das Wasser wurde fortan abgefüllt und die Quelle als Johanna-Quelle bezeichnet. 1936 übernahm die Familie Zinth – Inhaberin der Post Brauerei Weiler – die Hälfte der Quelle. Das 1963 erbaute Brunnenhaus dient heute als Brunnenmuseum. Seit 1989 befindet sich die ganze Quelle im Besitz der Post Brauerei und Siebers-Quelle Anton Zinth GmbH & Co. KG .

## Baudenkmäler
Siehe: Liste der Baudenkmäler in Siebers